# Idarcturus hedgpethi
Idarcturus hedgpethi is een pissebed uit de familie Arcturidae. De wetenschappelijke naam van de soort is voor het eerst geldig gepubliceerd in 1951 door Menzies.